# بخش بهاران
بخش بهاران یکی از بخش‌های شهرستان گرگان در استان گلستان ایران است.

## تقسیمات کشوری
- بخش بهاران
  - دهستان استرآباد شمالی
  - دهستان قرق

شهر: سرخنکلاته، قرق

## جمعیت
بنابر سرشماری مرکز آمار ایران، جمعیت بخش بهاران شهرستان گرگان در سال ۱۳۸۵ برابر با ۴۸٬۰۷۴ نفر بوده‌است.

## روستاها
آلوکلاته - سرخنکلاته - نوده ملک - تقی آباد - تیمورآباد - قلی آباد - فوجرد - کماسی - سلطان آباد - رستم کلاته سادات - معصوم آباد - چهارچنار - کمال آباد - علی‌آباد کنار شهر